# مهران (طالقان)

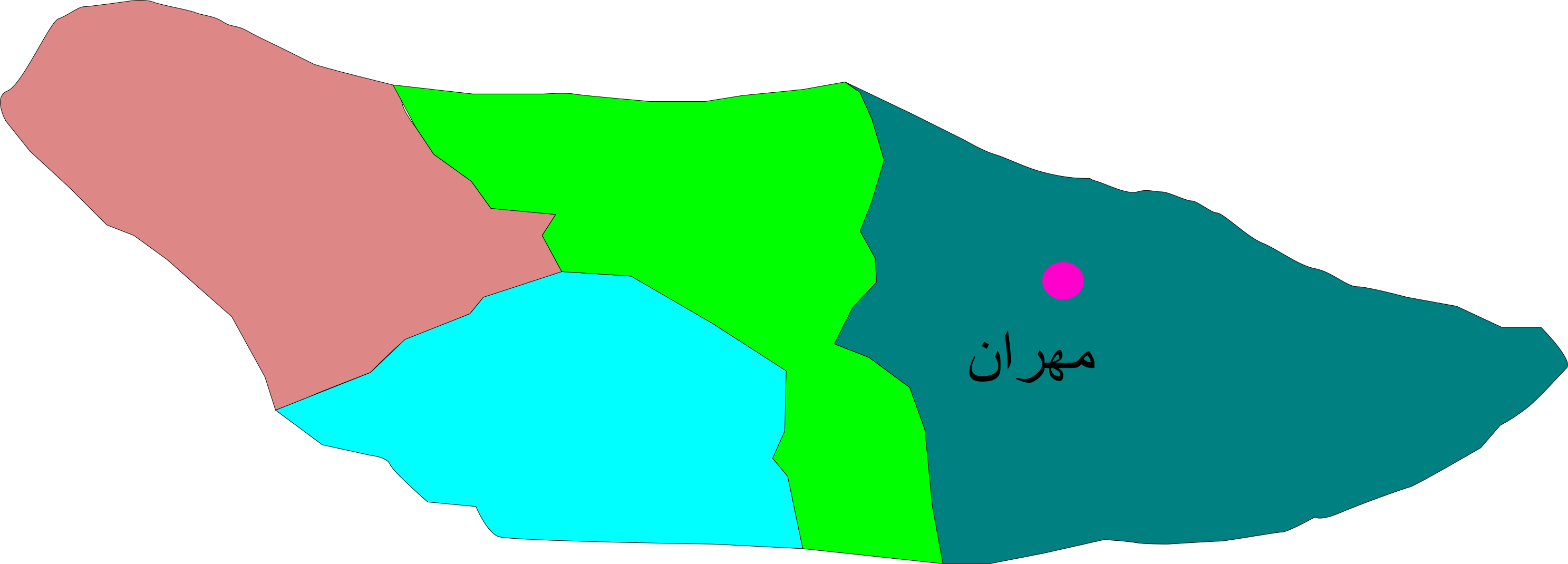
محل قرارگیری مهران در شهرستان طالقان

روستای مهران یکی از روستاهای شهرستان طالقان است. این روستا در بخش بالاطالقان قرار گرفته‌است.

در روستای مهران طالقان تقریباً بی سوادی به صفر رسیده‌است. از حدود تقریباً ۹۰ سال پیش در روستا مکتب خانه وجود داشت که در سال۱۳۲۵ شمسی دبستان دولتی به شماره ۲۸۷ در کل کشور در این روستا افتتاح گردید و تا سال ۱۳۵۷ نیز به همین نام مشهور بود و بعد از انقلاب ۱۳۵۷ ایران به نام «آیت الله صدوقی» نامیده شد.

یکی از دلایلی که باعث گسترش سطح سواد در روستا شده‌است، وجود شغل مکتب داری و معلمی در این روستا بوده‌است. همچنین هم جواری با استانهای گیلان و مازندران و وجود مکتب خانه‌های بسیار در این مناطق دیگر عوامل بالا بردن سواد اهالی بوده‌است.

## مردم
اهالی مهران تَبَری هستند و به زبان طبری با گویش طالقانی صحبت می‌کنند.
طالقانی‌ها به دو گویش مازندرانی و تاتی سخن می‌گویند. به عقیده برخی از صاحبنظران، گویش مردم طالقان به دو دسته مازندرانی و تاتی تقسیم می‌شود. روستاهایی که بین جوستان و کوه‌های کندوان قرار گرفته‌اند به زبان مازندرانی سخن می‌گویند. از جوستان به سمت باختر به تاتی طالقانی سخن می‌گویند.

## تاریخچه
شرح تاریخ مهران و پیدایش اولین سکنه آن :
از تاریخ پیدایش ساکنین اولیه روستای مهران نوشته‌ای مستند در دسترس نمی‌باشد، ولی با مطالعه کتاب تاریخ طبرستان و رویان و چگونگی حکومتهای سادات - علویان در آمل با حدس و گمان به ریشه‌های برخورد می‌کنیم که می‌تواند مبنای واقعیت باشد.

سلسله سادات علویان که مدت هشتصد سال در طبرستان رویان و آمل حکومت داشتند و جغرافیای حکمرانی آن‌ها در قلب سلسله جبال البرز بود که از آمل و ساری شروع می‌شود وتا دیلم و سیاهکل فعلی ادامه داشت. این سلسله به حاشیه دریای خزر که پوشیده از جنگل بود دسترسی نداشتند و در قسمت حاشیه جنوبی البرز که سمنان و گرمسار، ری ،تهران و غیره در آن قرار دارد بعلت کویری و بیابان بودن هیچ رفت و آمدی در آن نداشتند و مسیر رفت و آمد آن‌ها بدین طریق بود:

از مسیر آمل رودخانه هراز یوش - بلده - میناک - دنا - کندوان - آزادبر - گته ده - جوستان و مسیر دیگر از کجور - دشت نظیر - مرزن آباد - دلیر - ناریان یا انگوران به ناریان یا کلاردشت و رودبارک - هزارچم - پراچان (طالقان) - دیزان (طالقان) - مهران - جوستان و از آنجا به الموت سیاهکل رفت و آمد داشتند و مراجعت گروه دسته سپاه در حوزه حکمرانی علویان از اشکور تا دیلمان از همین مسیر بوده‌است.

سلسله سادات علویان کثیرالولاد بودند، هر کدام چند همسر داشتند و در فصول گرم تابستان از محل حکمرانی آمل یا رویان به نقاط ییلاقی می‌رفتند و همچنین آن عده که در سپاه خدمت می‌کردند با زن و فرزند در حوزه‌های خدمتی خود به صورت مأمور رفت و آمد می‌کردند. اگر مکانهای خوش آب و هوایی را در مسیر پیدا می‌کردند در آنجا ساکن می‌شدند.

چون زمین‌های حاشیه و رودخانه پرآب برای کشاورزی برای مناسب بوده و به علت مرتفع بودن و دو کوه بلند گذر چال و دوهاله باد کمتری داشت در آنجا سکونت اختیار می‌کردند یا به علت زمستان زودرس و بسته شدن گردنه‌های برفگیر علم کوه، تخت سلیمان و هزارچم اجباراً زمستان و بهار را در آنجا می‌ماندند و این ماندن دایمی شد و خانواده‌های دیگری که در لوچکان ساکن بودند و خرابه‌های منزل آن‌ها باقی است و همچنین چند خانواری که در مزرعه مزراع ساکن بودند بعلت اینکه این دو مزرعه در ارتفاع قرار داشت و پیوسته پوشیده از مه بود به طرف چشمه و آبادی فعلی مهران حرکت کردند تا هم از شر مه و هم از سوز سرما و آزار حیوانات آسوده باشند و در این مکان زندگی مسالمت آمیزی را با هم شروع کردند.

## مشاهیر
از جمله مشاهیر نام‌آور روستای مهران می‌توان به درویش عبدالمجید مهرانی خطاط بزرگ طالقان اشاره کرد.

درویش عبدالمجید مهرانی خوشنویس، شاعر و عارف شهیر ایرانی است. او متخلص به «مجید» بود و بزرگترین خوشنویس خط شکسته نستعلیق در تاریخ خوشنویسی ایران به‌شمار می‌رود. وی در خط شکسته مانند میر عماد در نستعلیق استاد بوده‌است.

## جاذبه‌ها
مکان‌های دیدنی این روستا عبارت است از: چشمه‌های زلال و متعدد، مقبره یادبود درویش عبدالمجید، باغ‌ها و دشت‌های سرسبز، کوه‌های سنگی ویژه صخره‌نوردی و…

## نگارخانه

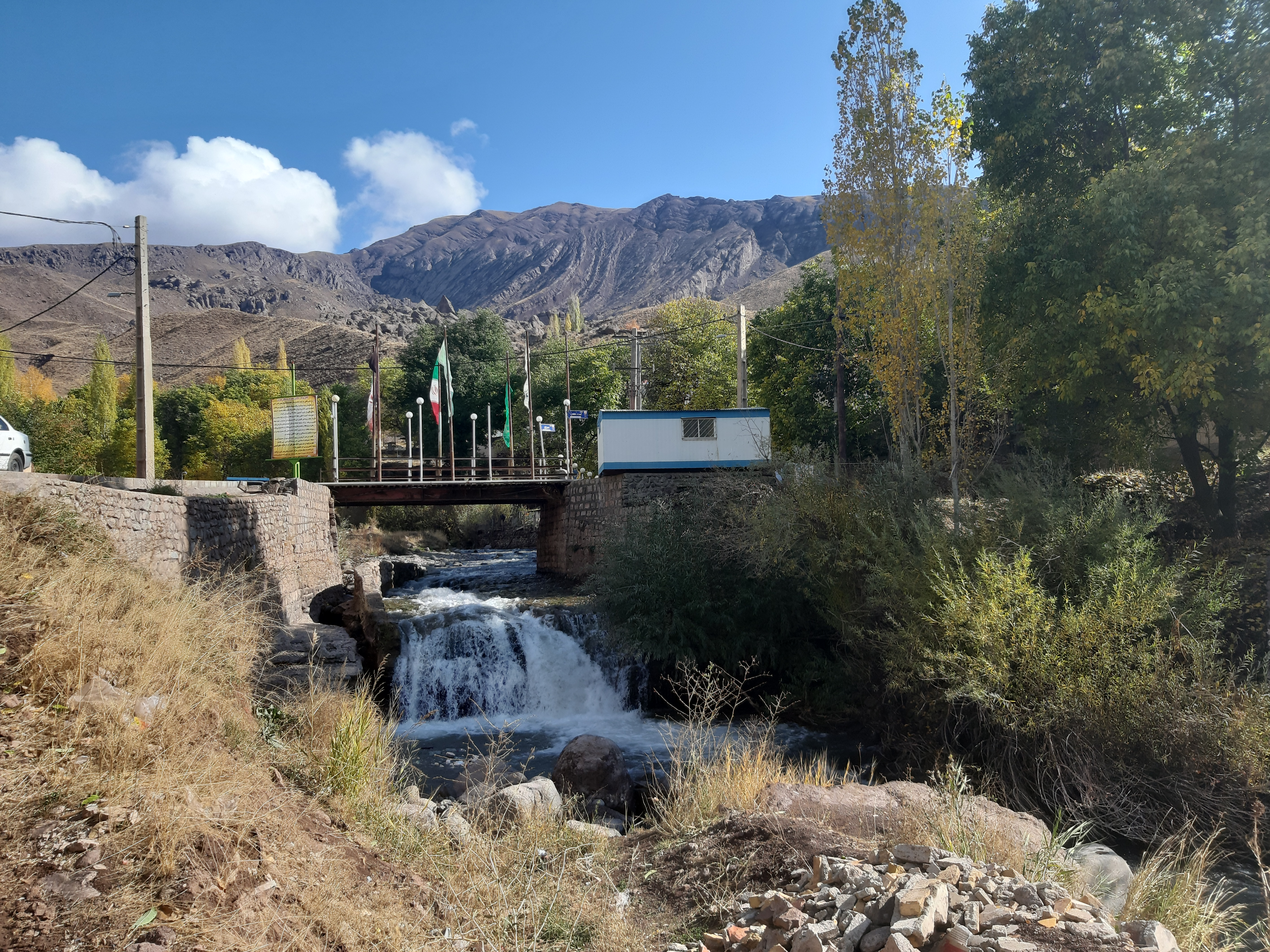
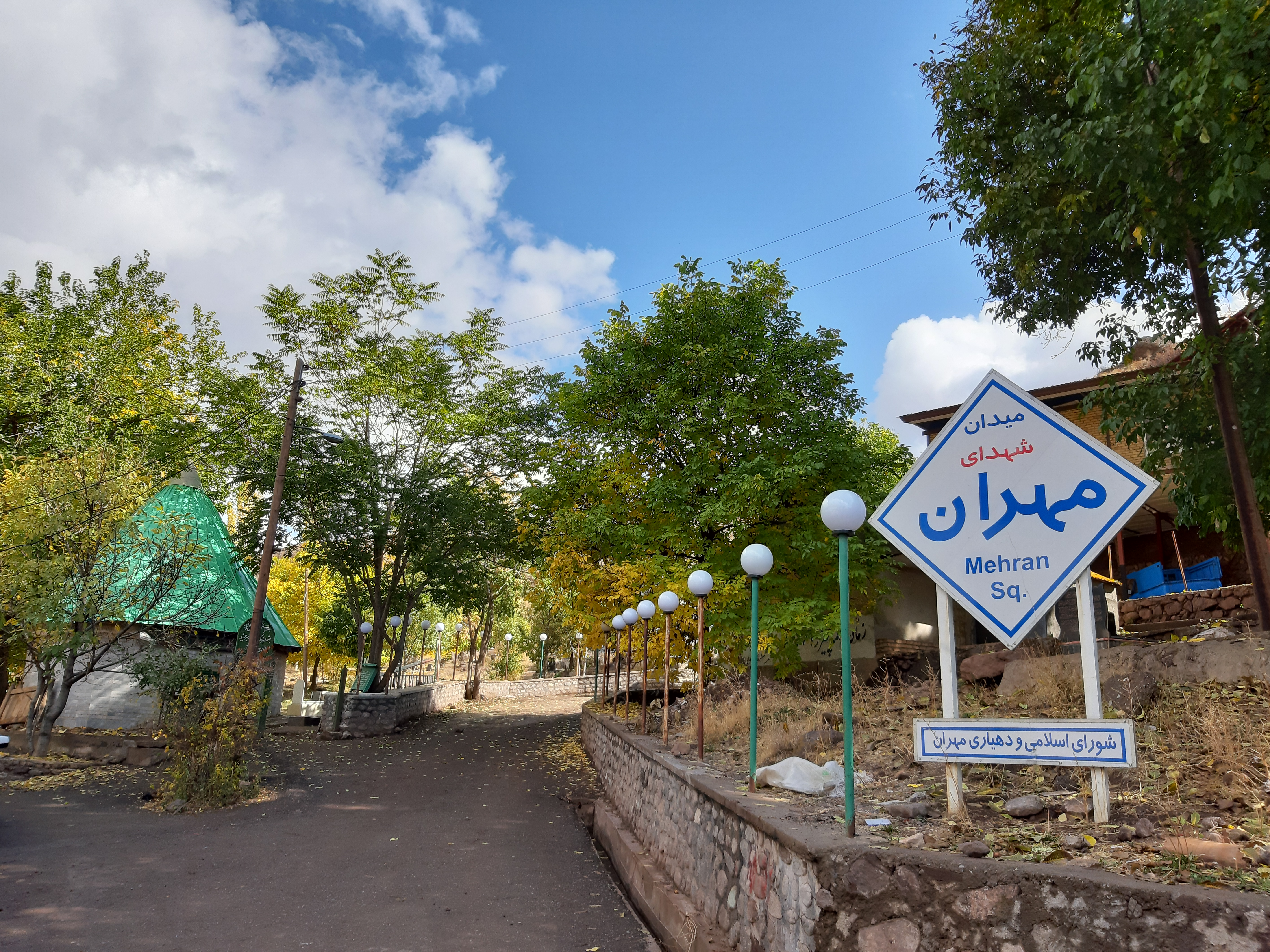
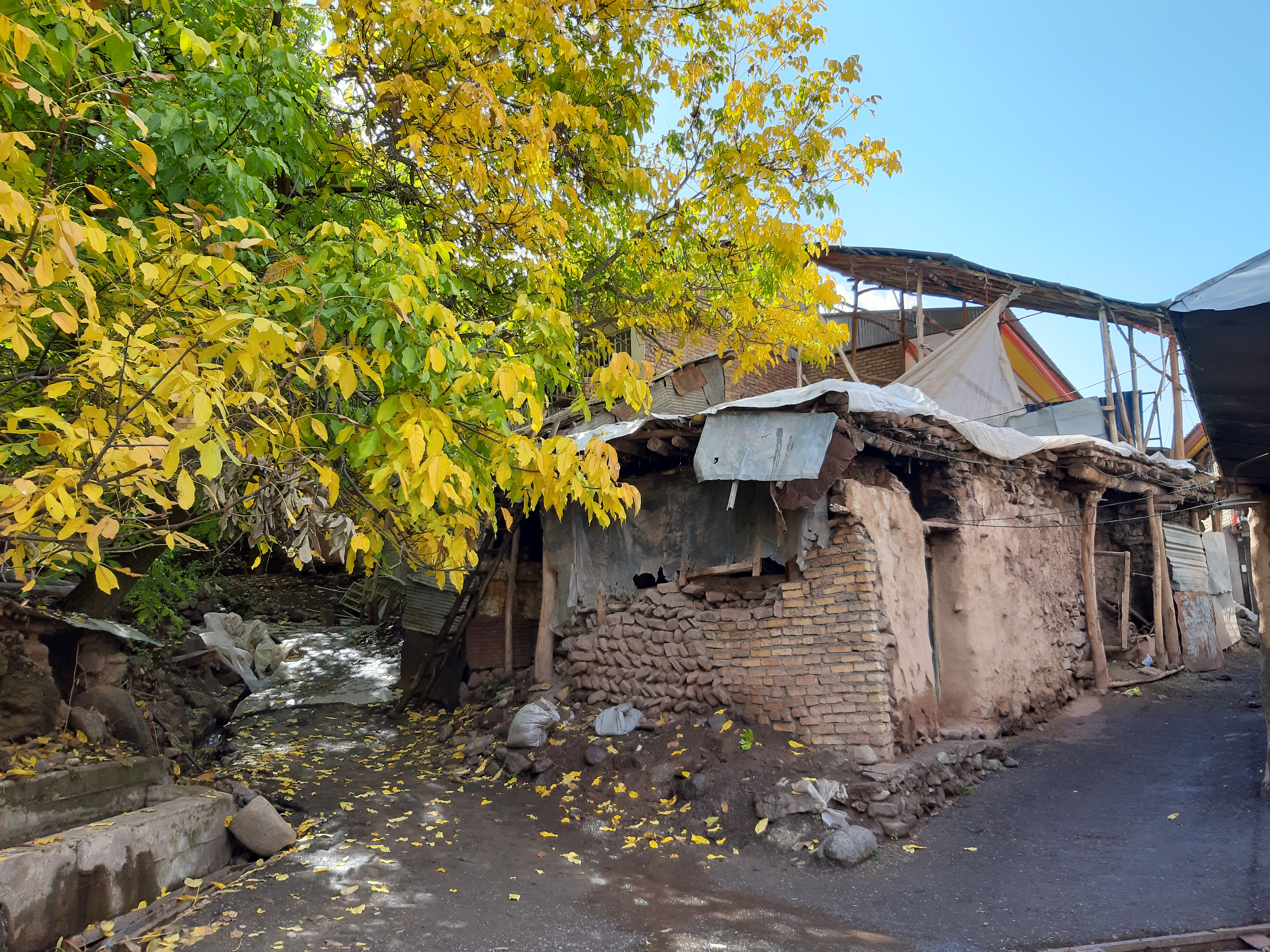
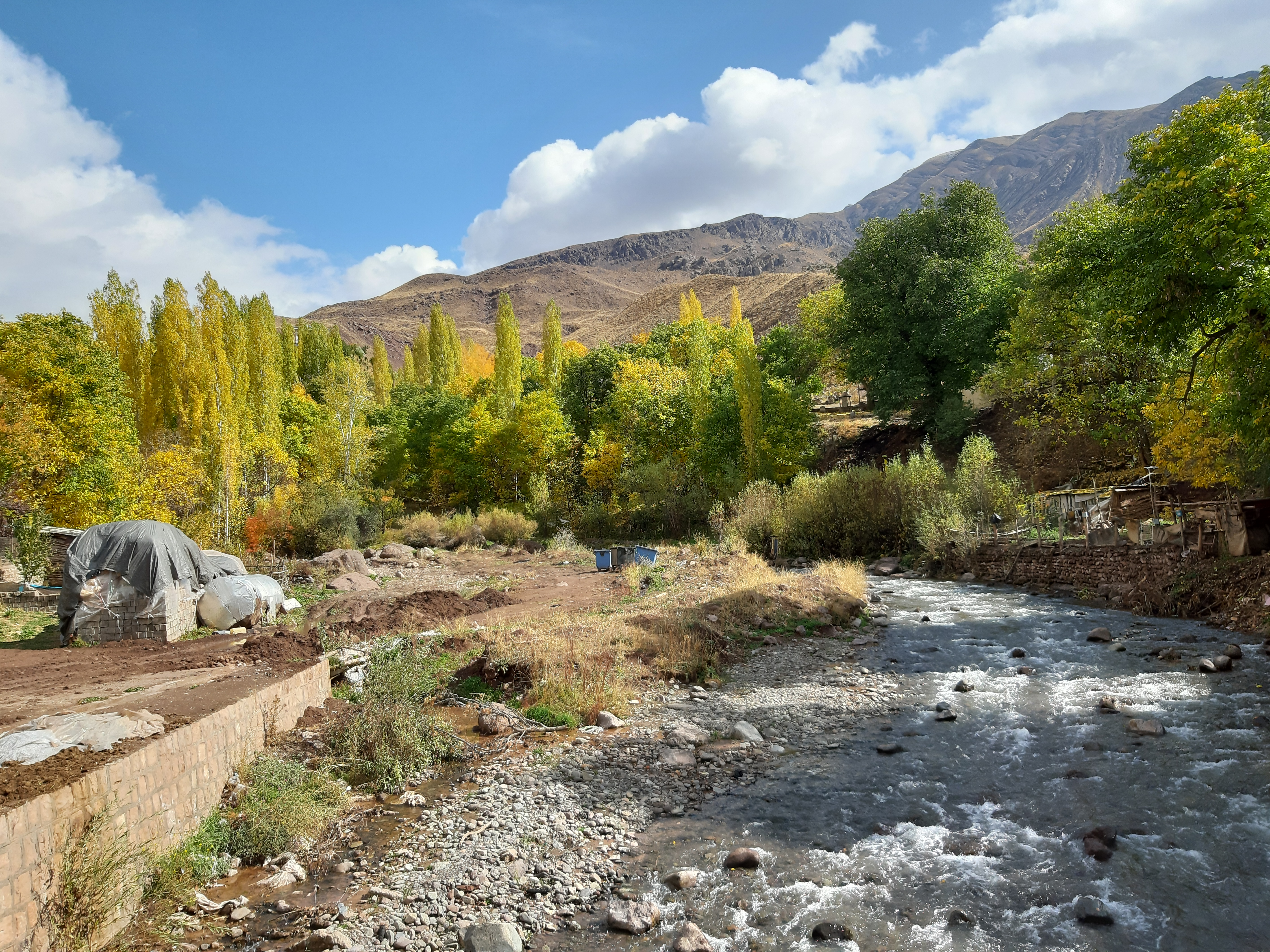
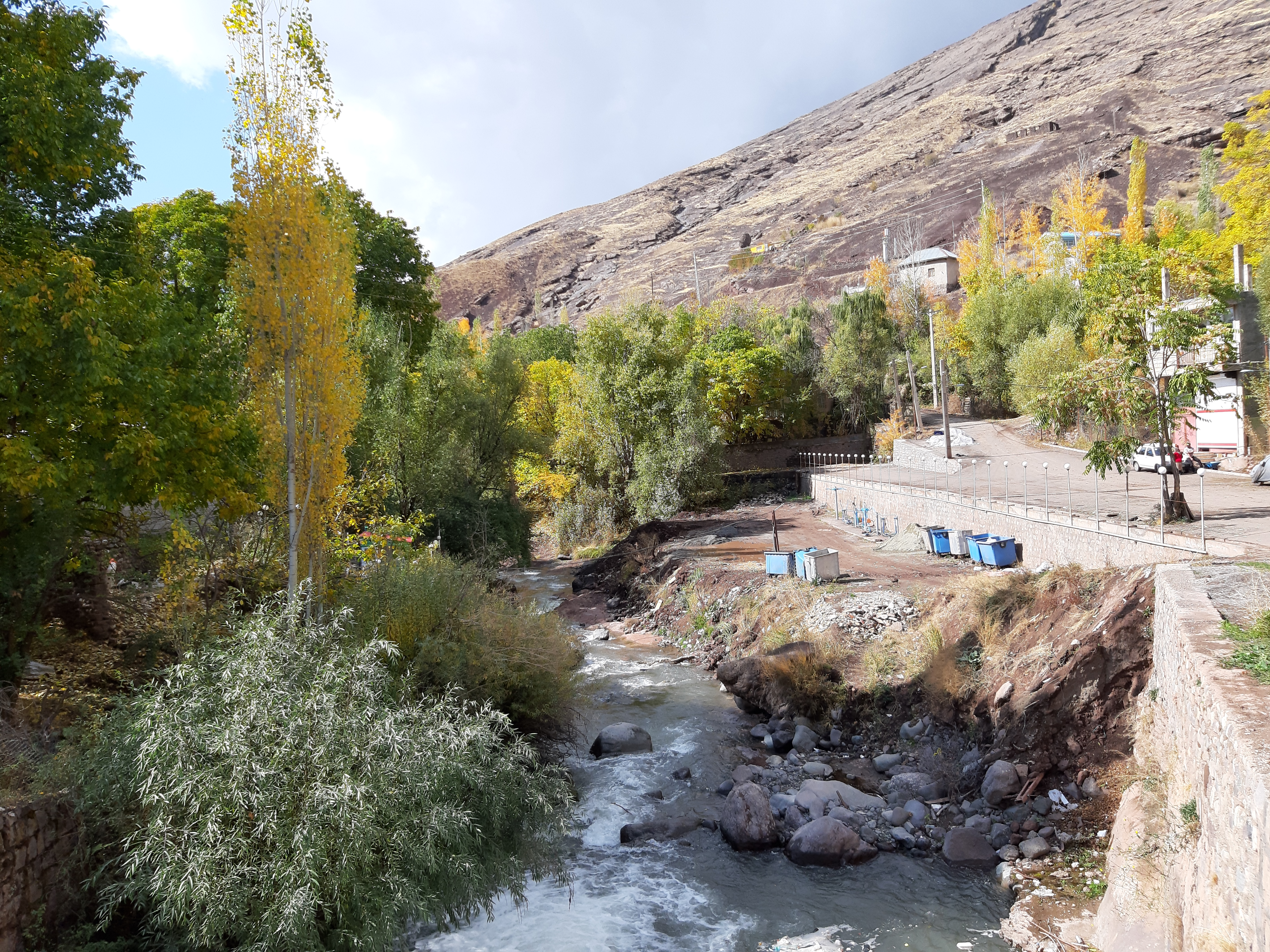